# Protaetia microbalia
Protaetia microbalia är en skalbaggsart som beskrevs av Heller 1897. Protaetia microbalia ingår i släktet Protaetia och familjen Cetoniidae. Inga underarter finns listade i Catalogue of Life.